# Holotrichia brunneipennis
Holotrichia brunneipennis är en skalbaggsart som beskrevs av Moser 1916. Holotrichia brunneipennis ingår i släktet Holotrichia och familjen Melolonthidae. Inga underarter finns listade i Catalogue of Life.